# Her Adventurous Night
Pour plus de détails, voir Fiche technique et Distribution.
Her Adventurous Night est un film américain réalisé par John Rawlins, sorti en 1946.

## Fiche technique
- Titre : Her Adventurous Night
- Réalisation : John Rawlins
- Scénario : Jerry Warner
- Photographie : Ernest Miller
- Montage : Edward Curtiss
- Société de production : Universal Pictures
- Pays d'origine : États-Unis
- Format : Noir et blanc - 1,37:1
- Genre : comédie
- Date de sortie : 1946

## Distribution
- Dennis O'Keefe : Bill Fry
- Helen Walker : Constance Fry
- Scotty Beckett : Junior Fry
- Fuzzy Knight : Cudgeons
- Milburn Stone : Flic
- Tom Powers : Dan Carter
- Benny Bartlett (en) : Horace
- Charles Judels : Petrucci
- Betty Compson : Miss Spencer